# Erich Markowitsch
Erich Markowitsch (* 9. April 1913 in Berlin; † 9. April 1991) war antifaschistischer Widerstandskämpfer, deutscher Politiker (KPD/SED) und Wirtschaftsfunktionär. Er war Mitglied des Ministerrates der DDR.

## Leben

### 1913–1945
Markowitsch war der Sohn einer Arbeiterfamilie. Der Vater war jüdischer Abstammung. Markowitsch besuchte die Volksschule und die Oberschule in Frankfurt am Main. Er arbeitete als Hafen- und Lagerarbeiter. 1929 trat er dem KJVD, 1930 der KPD und der RGO bei. Ab 1932 war er Funktionär der KPD in Hamburg.
Auch nach der „Machtergreifung“ der Nationalsozialisten betätigte sich Markowitsch weiterhin für die KPD. Er wurde im April 1933 verhaftet und später in Hamburg zu sechs Jahren Zuchthaus verurteilt, die er in Fuhlsbüttel verbüßte. Nach Verbüßung der Zuchthausstrafe kam Markowitsch jedoch nicht frei, sondern wurde in das KZ Sachsenhausen verbracht. 1942 wurde er ins KZ Auschwitz deportiert, wo er bis zu der als „Evakuierung“ bezeichneten Auflösung des Lagers Zwangsarbeit im Buna-Werk der I.G.-Farben im KZ Auschwitz-Monowitz verrichten musste. Anschließend war er von Dezember 1944 bis April 1945 im KZ Buchenwald inhaftiert und dort Mitglied des illegalen Internationalen Lagerkomitees. Der Auschwitz-Überlebende David Salz (* 1929), der mit 13 Jahren ins KZ Auschwitz-Monowitz kam und sich als 16-jähriger Elektriker ausgab, berichtet, dass es ihm dank älterer Inhaftierter, insbesondere dank Markowitsch und dem Schneider Franz Kowalski, die ihm zusätzliches Essen organisierten und ihn vor den brutalsten Kapos in Schutz nahmen, gelang, das KZ zu überleben.

### 1945–1991
Nach der Befreiung war Markowitsch 1945 Mitbegründer der Antifa-Jugend in Weimar. Er trat im selben Jahr in die Deutsche Volkspolizei ein. Markowitsch wurde Leiter des Kriminalamtes Thüringen Ost und später Leiter einer Polizeischule. 1946 wurde er Mitglied der SED. Er war als Kaderleiter der Maxhütte Unterwellenborn und als Werkleiter der Erzgruben West in Badeleben tätig. Zwischen 1950 und 1954 absolvierte Markowitsch ein Fernstudium an der Parteihochschule „Karl Marx“.
Von 1954 bis 1959 war Markowitsch Werkdirektor des im Aufbau befindlichen VEB Eisenhüttenkombinat „J. W. Stalin“ in Stalinstadt (heute: Eisenhüttenstadt). 1957 nahm er ein Fernstudium der Metallurgie an der Fachschule für Roheisen in Unterwellenborn auf. 1959 wechselte Markowitsch in die Regierung (Ministerrat) der DDR. Von 1959 bis 1961 wirkte er als Leiter der Abteilung Berg- und Hüttenwesen in der Staatlichen Plankommission der DDR. Von Juli 1961 bis Dezember 1965 war Markowitsch stellvertretender Vorsitzender bzw. Erster stellvertretender Vorsitzender des Volkswirtschaftsrates und Mitglied des Ministerrates der DDR. Er war auch Mitglied des Wissenschaftlichen Rates für die friedliche Nutzung der Atomenergie beim Ministerrat der DDR. 1963 übernahm er zusätzlich den Vorstand der SDAG Wismut (bis August 1967).

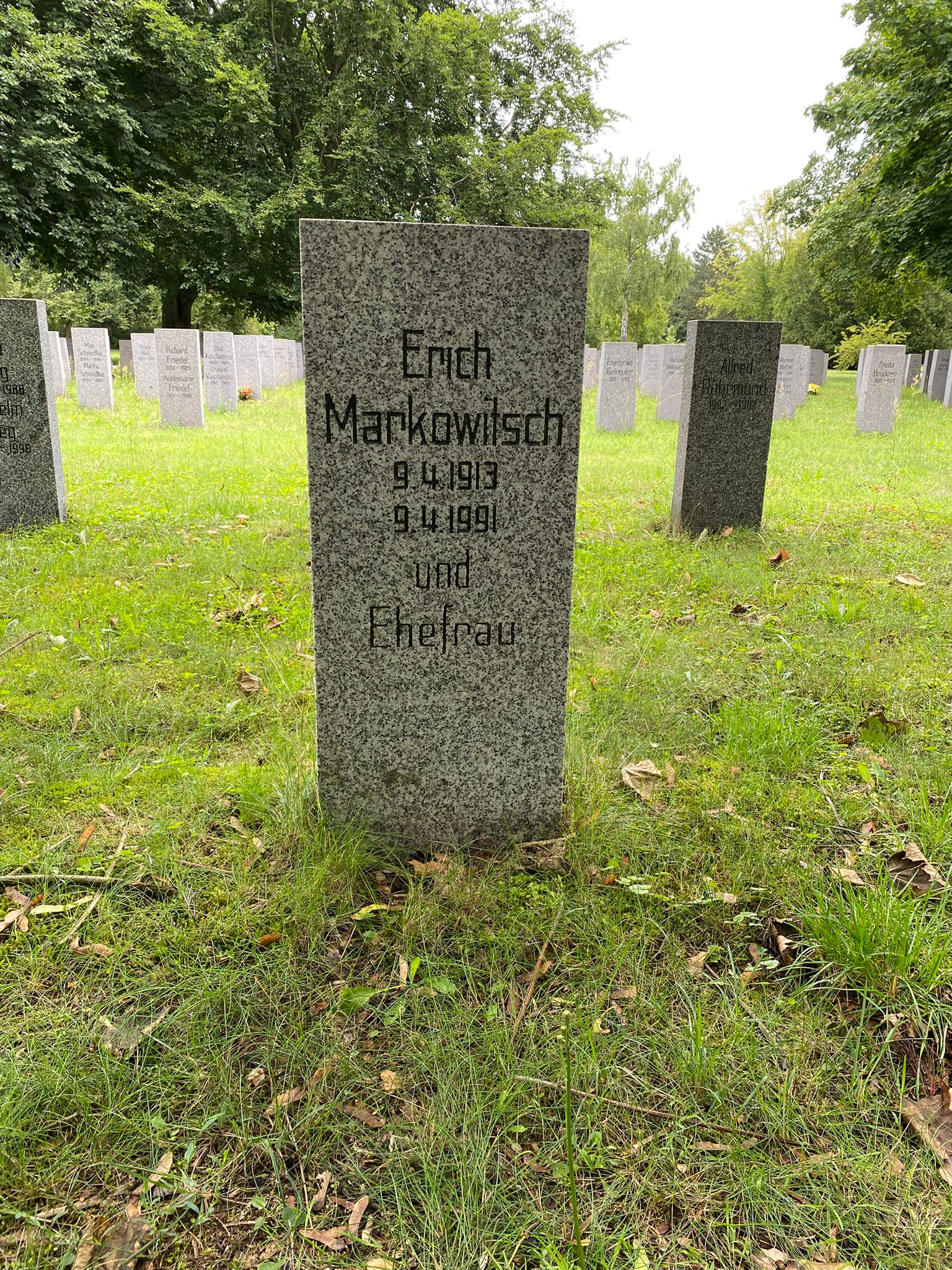
Grabstätte auf dem Friedhof Baumschulenweg

Von Dezember 1965 bis Juli 1967 fungierte Markowitsch als Leiter des neugegründeten Staatlichen Amtes für Berufsausbildung im Range eines Ministers. Von 1967 bis 1969 war Markowitsch wieder Werkdirektor im Eisenhüttenkombinat Ost und von 1969 bis 1975 schließlich Generaldirektor des Volkseigenen Bandstahlkombinates „Hermann Matern“ Eisenhüttenstadt.
Von 1956 bis 1959 war Markowitsch Mitglied des Büros der SED-Kreisleitung Stalinstadt und ab 1956 auch Mitglied des Nationalrates der Nationalen Front. Von 1958 bis 1963 war er Abgeordneter der Volkskammer der DDR und Mitglied ihres Haushalts- und Finanzausschusses. Ab 1969 gehörte er als Mitglied der SED-Bezirksleitung Frankfurt (Oder) an.
Ab 1975 war Markowitsch Vorsitzender des Freundschaftskomitees DDR-Portugal, Mitglied des Präsidiums der Liga für Völkerfreundschaft und Mitglied der Zentralleitung des Komitees der antifaschistischen Widerstandskämpfer.
Im Juni 1981 forderte Markowitsch auf der 67. Internationalen Arbeitskonferenz in Genf einen Beitrag der Internationalen Arbeitsorganisation (ILO) zur wirksamen Kontrolle der Tätigkeit multinationaler Unternehmen in den Entwicklungsländern.
Markowitsch starb 1991 an seinem 78. Geburtstag. Seine Urne wurde im Ehrenhain für Verfolgte des NS-Regimes des Friedhofs Baumschulenweg in Berlin beigesetzt.

## Markowitsch als Zeuge in den Auschwitzprozessen
Markowitsch war Zeuge der Nebenklage aus der DDR im ersten Auschwitz-Prozess („Strafsache gegen Mulka und andere“, Az. 4 Ks 2/63) in Frankfurt am Main. Am 4. Februar 1965 kam es vor dem Frankfurter Schwurgericht zum Eklat. Markowitsch hatte bei seiner Einvernahme unter anderem ausgesagt, dass Mulka die Selektion arbeitsunfähiger Zwangsarbeiter aus Monowitz veranlasst hatte. Einer der Verteidiger im Prozess, Hans Laternser, „interessierte sich nicht für [Markowitsch’] Zeit im Lager Monowitz, sondern wollte seine vermeintliche Rolle beim Mauerbau zur Sprache bringen“ und den Zeugen diskreditieren. Der Vertreter der Nebenkläger für die in der DDR lebenden Opfer, Rechtsanwalt Friedrich Karl Kaul, beanstandete die Fragen Laternsers an seinen Zeugen Markowitsch als unsachlich. Sie hätten mit dem Beweisthema nicht das mindeste zu tun. Das Gericht zog sich zur Beratung zurück. Noch bevor es seine Entscheidung verkünden konnte, stellte Laternser dann – ohne jegliche Beweise vorzubringen – sogar den Antrag, Markowitsch zu verhaften, da der dringende Tatverdacht bestehe, dass „der Zonenminister am Erlass des Schießbefehls gegen Flüchtlinge an der Berliner Mauer mitgewirkt“ habe und somit „als Schreibtischtäter und Mordgehilfe anzusehen“ sei. Kaul wies diese Provokationen gegen den Auschwitz-Überlebenden als „Sudeleien zurück, durch die das ganze Verfahren beschmutzt werden“ solle. Auch die westdeutsche Nebenklage widersprach dem Antrag Laternsers, da durch ihn „sachfremde politische Momente in diese Verhandlung hineingetragen werden und die von ihm gestellten Fragen in gar keiner Weise dem ernsten Hintergrund dieses Prozesses entsprechen und in keinster Weise der Wahrheitsfindung dienen können“. Das Gericht ließ die Fragen Laternsers nicht zu und lehnte seinen Antrag ohne Begründung ab. Auch im zweiten Auschwitzprozess in Frankfurt am Main (1965–1966) sagte Markowitsch als Zeuge aus und belastete den SS-Sanitätsdienstgrad Gerhard Neubert schwer.

## Trivia
Im Oktober 1964, im Rahmen der Olympischen Sommerspiele in Tokio, reisten Markowitsch und Kulturminister Hans Bentzien mit 15 weiteren Vertretern aus Wissenschaft und Politik als Ehrengäste des NOK der DDR nach Japan. Die Delegation besuchte mehr als drei Wochen lang unter anderem japanische Universitäten und Industriebetriebe.
Markowitsch war Schirmherr der im Oktober 1966 in Berlin stattfindenden Welt- und Europameisterschaften im Gewichtheben und hielt die Eröffnungsansprache in der Dynamo-Sporthalle.
Der Rundfunk der DDR produzierte 1976 das Radiofeature „E. M. und das Glück des Lebens“, das den Lebensweg Markowitsch’ nachzeichnete. Es wurde am 12. April 1976 im Berliner Rundfunk gesendet.

## Schriften (Auswahl)
- Investitionsaufgaben der Industrie im Jahr 1965. Erkenntnisse und Erfahrungen für die Durchsetzung der Investitionsverordnung und der Projektierungsverordnung. Staatsverlag der Deutschen Demokratischen Republik, Berlin 1965.

## Auszeichnungen
- Vaterländischer Verdienstorden in Silber (1956) und in Gold (1973)
- Ehrenspange zum Vaterländischen Verdienstorden in Gold (1983)[14]
- Banner der Arbeit (1963, 1965)
- Karl-Marx-Orden (1975)[15]